# Igreja de Santa Luzia (Rio de Janeiro)
A Igreja de Santa Luzia localiza-se no Centro da cidade do Rio de Janeiro, no estado de mesmo nome, no Brasil.

## História
Uma das versões sobre a origem pretende que o navegador Fernão de Magalhães, de passagem pela Baía de Guanabara em dezembro de 1519, terá feito erguer uma pequena ermida no local, então à beira-mar, em que terá depositado uma imagem de Nossa Senhora dos Navegantes.
Outra versão, atribuiu essa origem a uma capela, erguida por religiosos franciscanos, quando de sua chegada, em 1592.
Esse templo terá sido ampliado em 1752.

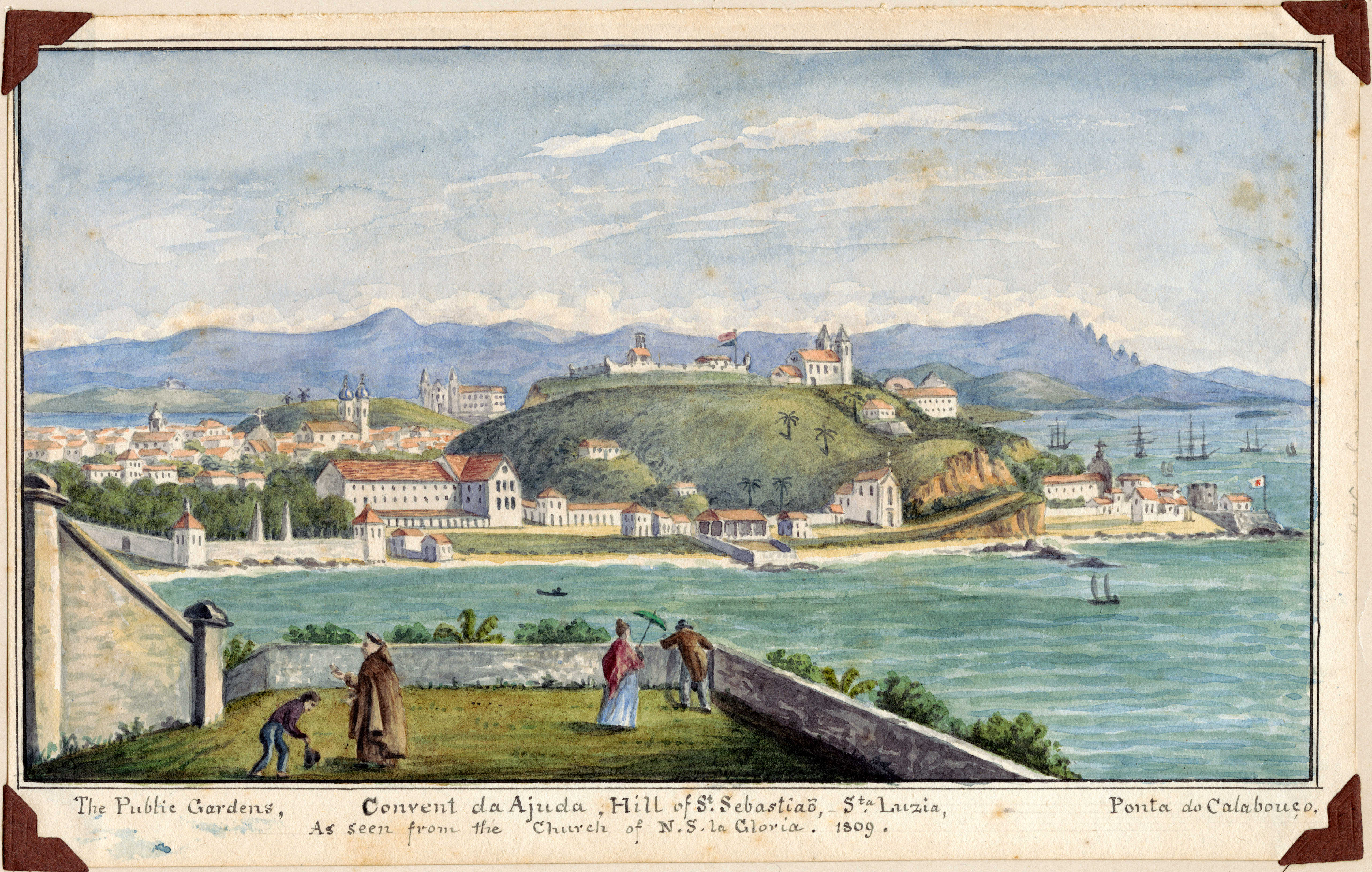
A Igreja de Santa Luzia bem embaixo do,Morro do Castelo, com a Fortaleza e a Igreja de São Sebastião no topo, no canto direito o Forte de São Tiago, junto com a Igreja do Bonsucesso, e no canto esquerdo o Passeio Público, visto do terraço da Igreja da Glória, por Richard Bate em 1809.

No contexto da transferência da corte portuguesa para o Brasil, D. João VI de Portugal mandou abrir a Rua Santa Luzia em 1817, que alcançava o Convento da Ajuda, para poder transitar com a sua carruagem até a igreja, em cumprimento do pagamento de uma promessa, formulada para que o seu neto, o infante D. Sebastião, ficasse curado de uma moléstia que tinha nos olhos. Desse modo, a Igreja de Santa Luzia teve o seu acesso facilitado.
Entre outras representações, encontra-se figurada em aquarela de Thomas Ender.

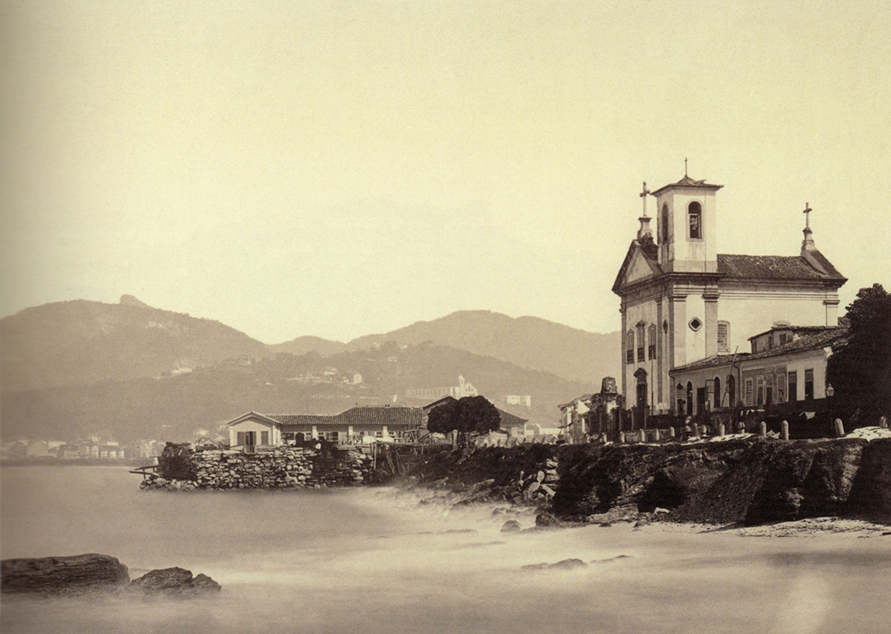
Igreja de Santa Luzia (George Leuzinger, c. 1865).

Na década de 1920, com a demolição do Morro do Castelo, originou-se uma esplanada com os materiais, formando-se os aterros que afastaram as águas do mar.
Existiu primitivamente, nos fundos do templo, no sopé do morro hoje desaparecido, uma fonte de água à qual se atribuíam poderes milagrosos. Essa devoção é recordada ainda hoje por uma bica instalada na sacristia da igreja.

## Características
A fachada é ladeada por duas torres, em estilo barroco.
Em seu interior destaca-se a capela-mor e os altares e sua talha dourada (que comprovam o estilo barroco).